# عماد عبد النبي
عماد Abdelnabbi ( (بالعربية: عماد عبد النبي) ، من مواليد 15 نوفمبر 1957  ، حائز على شهادة الماجستير الدولية في الشطرنج المصري (IM) (1985) ، الحاصل على الميدالية الذهبية الفردية للشطرنج ( 1986 ) ، FIDE Trainer (2005).

## سيرة شخصية
عماد عبد النبي لعب لمصر في أولمبياد الشطرنج : 
- في عام 1982 ، في مجلس الاحتياط الثاني في أولمبياد الشطرنج 25 في لوسيرن (+3 ، = 3 ، -1) ،
- في عام 1984 ، في اللوحة الثانية في أولمبياد الشطرنج 26 في سالونيك (+4 ، = 4 ، -3) ،
- في عام 1986 ، في المجلس الثاني في أولمبياد الشطرنج السابع والعشرين في دبي (+7 ، = 5 ، -0) وفاز بالميدالية الذهبية الفردية،
- في عام 1990 ، في المجلس الثاني في أولمبياد الشطرنج التاسع والعشرين في نوفي ساد (+3 ، = 5 ، -2) ،
- في عام 1992 ، في المجلس الثاني في أولمبياد الشطرنج الثلاثين في مانيلا (+1 ، = 5 ، -4) ،
- في عام 2002 ، في أول مجلس إدارة في أولمبياد الشطرنج 35 في بليد (+4 ، = 3 ، -4) ،
- في عام 2006 ، في المجلس الثالث في أولمبياد الشطرنج 37 في تورينو (+2 ، = 3 ، -3).

- في عام 1989 ، في المركز الثالث في بطولة العالم الثانية للشطرنج في لوسيرن (+0 ، = 3 ، -3) ،
- في عام 2010 ، في مجلس الاحتياط في بطولة العالم السابعة للشطرنج في بورصا (+0 ، = 2 ، -2) ،
- في عام 2017 ، في المركز الرابع في بطولة العالم الحادي عشر للشطرنج في خانتي مانسيسك (+0 ، = 2 ، -5) ،
- في عام 2019 ، في مجلس الاحتياط في بطولة العالم الثانية عشرة للشطرنج في أستانا (+0 ، = 0 ، -3). [5]

كما لعب عماد عبد النبي مرتين لمصر في بطولة الشطرنج لألعاب إفريقيا (2003-2007) ، وفي مسابقة الفريق فاز بميداليتين ذهبيتين (2003 ، 2007) ، وفي مسابقة فردية فاز بذهبية (2007). 
في عام 2003 ، في دمشق ، فاز عماد عبد النبي ببطولة نادي الشطرنج مع الفريق الشركة الشرقية المصرية. و في عام 2005 كرر هذا النجاح. 
في عام 2012 ، فاز عماد عبد النبي في دولة الإمارات العربية المتحدة بالمركز الثاني في بطولة جبل حفيت الدولية في بطولة الشطرنج الدولية ،  لكنه فاز في عام 2013 بمهرجان موحد لبطولة الشطرنج الدولية. 
في عام 1985 ، حصل على لقب FIDE International Master (IM). في عام 2005 ، أصبح مدرب FIDE.

## روابط خارجية
- عماد عبد النبي على موقع الاتحاد الدولي للشطرنج (الإنجليزية)
- عماد عبد النبي على موقع مباريات الشطرنج (الإنجليزية)
- عماد عبد النبي على موقع 365Chess.com (الإنجليزية)
- عماد عبد النبي على موقع Chesstempo.com (الإنجليزية)
- عماد عبد النبي سجل أولمبياد الشطرنج على موقع OlimpBase.org (الإنجليزية)